# Pałanka gołoucha
Pałanka gołoucha (Phalanger gymnotis) – gatunek ssaka, torbacza z podrodziny pałanek (Phalangerinae) w obrębie rodziny pałankowatych (Phalangeridae), zamieszkujący wyspy Nowej Gwinei, wyspy Aru oraz wyspy: Salawati, Yapen i Misool – na terenach położonych do wysokości 2700 m n.p.m.

## Taksonomia
Gatunek po raz pierwszy zgodnie z zasadami nazewnictwa binominalnego opisał w 1875 roku niemiecko-włoski zespół zoologów (Niemiec Wilhelm Peters i Włoch Giacomo Doria) nadając mu nazwę Phalangista (Cuscus) gymnotis. Miejsce typowe to według oryginalnego opisu to „Wyspy Aru, niedaleko Giabu-Lengan” (łac. Insulae Aru, prope Giabu-Lengan); ograniczone przez Pietera van der Faana w 1962 roku do wsi na zachodnim wybrzeżu wyspy Wokam, Wyspy Aru, Indonezja. Holotyp to skóra (sygnatura MSNG CE 1545) i czaszka oraz szkielet (sygnatura MSNG CE 3966) samca z kolekcji Museo Civico di Storia Naturale Giacomo Doria w Genui; zebrany w 1873 roku przez włoskiego botanika Odoardo Beccariego.
Czasami rozpoznawane są dwa podgatunki (nominatywny gymnotis oraz leucippus), ale podstawa do rozpoznawania podgatunków nie jest dobrze udokumentowana, a wzorce zmienności wymagają starannej uwagi taksonomicznej. Autorzy Illustrated Checklist of the Mammals of the World uznają ten gatunek za monotypowy. 

### Etymologia
- Phalanger: fr. phalange ‘paliczek’, od gr. φάλαγγα phalanga ‘paliczek’, od φάλαγξ phalanx ‘kość palca lub stopy’[12].
- gymnotis: gr. γυμνος gumnos ‘goły, nagi’[13]; -ωτις ōtis ‘-uchy’, od ους ous, ωτος ōtos ‘ucho’[14].

## Budowa
Tułów pałanki gołouchej wraz z głową osiągają długość od 31 do 54 cm, a ogon od 29 do 39,5 cm, przy masie ciała od 1,5 do 5 kg.
Ciało pałanki gołouchej porasta krótka sierść barwy szarobrązowej bądź srebrnoszarej, na grzbiecie wyróżniająca się ciemnym paskiem, nie sięgająca uszu.
Czaszka pałanki gołouchej cechuje się dobrze zbudowanym łukiem jarzmowym oraz wyraźnie zaznaczonym grzebieniem strzałkowym. U pałankowatych zęby trzonowe określa się jako bunodontyczne. Na tułowiu występuje marsupium, dobrze rozwinięte i otwierające się do przodu. Ciało kończy znacznej długości ogon pokryty futrem. Z kolei w kończynach dolnych występuje syndaktylia – w sposób typowy dla dwuprzodozębowców drugi i trzeci palec stopy zwierzęcia są zrośnięte, a tylko pazury są rozdzielone.

## Rozmieszczenie geograficzne
Palanka gołoucha zamieszkuje wyspy Nowej Gwinei, wyspy Aru oraz wyspy: Salawati, Yapen i Misool. Występuje ona na terenach położonych od poziomu morza do wysokości 2700 m.
Siedlisko pałanki gołouchej stanowią lasy deszczowe, pierwotne, jak i wtórne, oraz jaskinie. Co nietypowe wśród jej krewnych, prowadzi ona naziemny tryb życia, kryjąc się w norach pod drzewami i wzdłuż brzegów rzecznych. Zwierzę spotyka się także w ogrodach. Jego aktywność przypada na noc. Jest wszystkożercą.

## Rozmnażanie
Ciąża u samic palanki gołouchej jest krótka. Trwa 13 dni, może jednak nastąpić opóźniona implantacja. Następnie samica wydaje na świat pojedynczego potomka.
Poza okresem rozrodu pałanka gołoucha wiedzie samotny tryb życia.

## Status
Liczebność gatunku spada, jednakże w swym siedlisku występuje pospolicie. IUCN klasyfikuje go jako gatunek najmniejszej troski (LC – ang. least concern ‘najmniejszej troski’). Zagrożenie stanowią dla niego polowania przez psy, zarówno zdziczałe, jak i polujące pod nadzorem ludzkim. Poluje się nań dla mięsa, dla medycyny miejscowej oraz celem pozyskania zwierząt domowych. Intensywne polowania doprowadziły do zaniku pałanki gołouchej na niektórych obszarach jej dawniejszego zasięgu występowania. Jednakże zasiedla ona liczne obszary objęte ochroną.